# Sumcovití
Sumcovití (Siluridae) jsou čeleď paprskoploutvých ryb vyskytující se ve sladkých a vzácně i brakických vodách Eurasie. Jde o jedinou čeleď sumců, která je rozšířena na území Evropy, kde však žijí pouze dva druhy z asi stovky popsaných.

## Popis

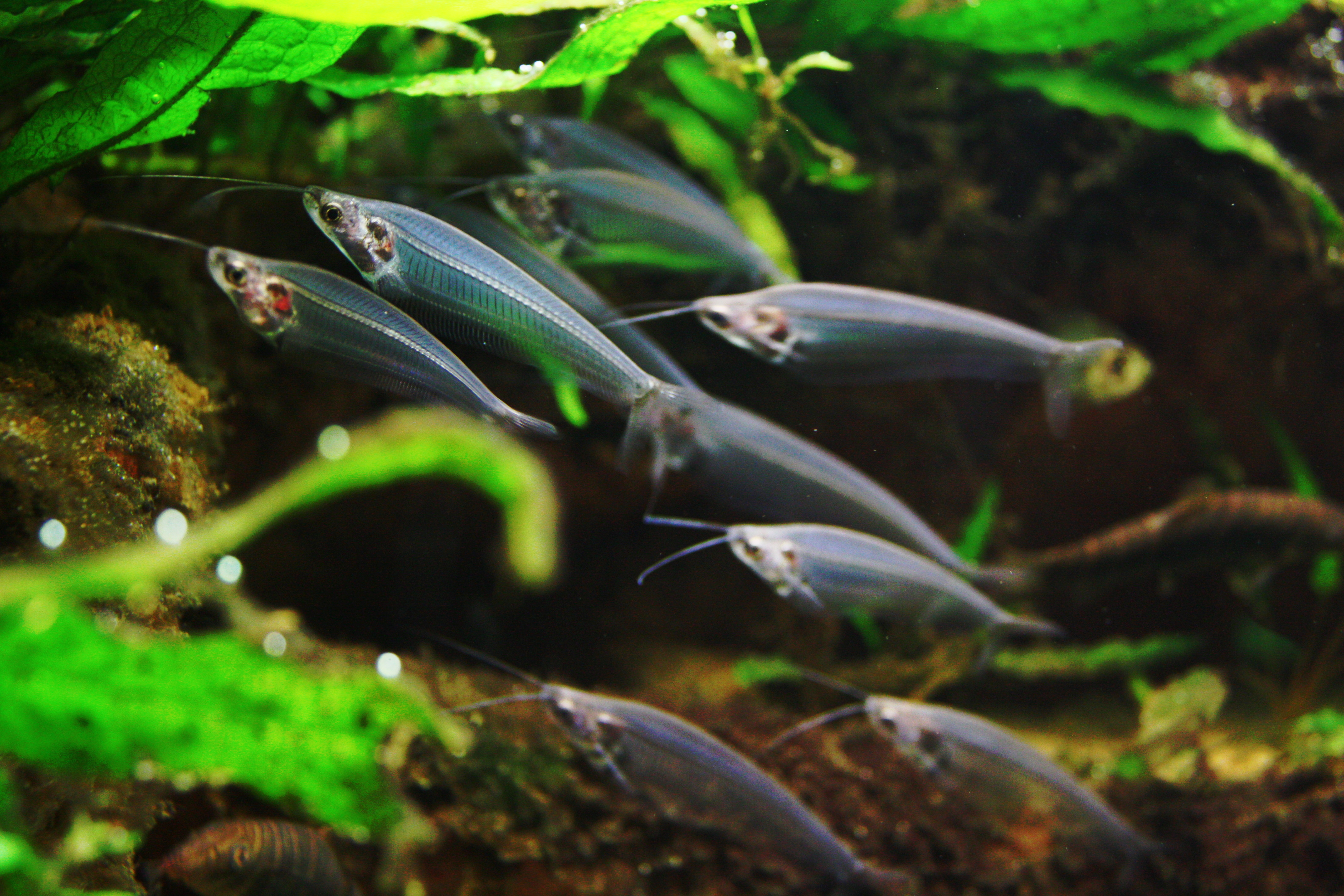
Sumec drobný

Největším zástupcem čeledi sumcovitých je sumec velký (Silurus glanis) s maximální délkou 5 m a hmotností až 330 kg. Naproti tomu průsvitný sumec drobný (Kryptopterus minor) dorůstá délky pouhých několika centimetrů.
Zástupci této čeledi se vyznačují malou a někdy zcela chybějící hřbetní ploutví bez trnů a s méně než sedmi paprsky. Došlo též ke zmenšení či ztrátě břišních ploutví, naproti tomu značně dlouhá bývá ploutev řitní, která nese 41–110 paprsků. Neobjevuje se tuková ploutvička. Tlama nese pro sumce charakteristický pár dlouhých vousů ovládaný horní čelistí (takzvané maxilární vousy), zatímco na spodní části tlamy vyrůstají jeden či dva páry dalších vousů.

## Systém
Za popisnou autoritu sumcovitých je pokládán francouzský přírodovědec Georges Cuvier (1816). Z hlediska zoologické systematiky patří tato čeleď do řádu sumci (Siluriformes). Sumcovití se zde odvozují v rámci největšího pojmenovaného kladu, skupiny pravých sumců Siluroidei. Podle molekulárně-fylogenetické studie z roku 2016 představují sumcovití jednoznačně monofyletickou skupinu (pro což ale svědčí i několik detailních sdílených odvozených znaků kostry), ovšem postavení vůči ostatním čeledím sumců zůstávalo nejasné.
Následující seznam platných recentních rodů je aktuální k 22. dubnu 2025 a vychází z Eschmeyer's Catalog of Fishes:
- Belodontichthys Bleeker 1857
- Ceratoglanis Myers 1938
- Hemisilurus Bleeker 1857 (= Diastatomycter Vaillant, 1891)
- Kryptopterus Bleeker 1857 (= Cryptopterella Fowler, 1944; Cryptopterus Günther, 1864; Kryptopterichthys Bleeker, 1857)
- Micronema Bleeker 1858
- Ompok Lacepède 1803 (= Callichrous Hamilton, 1822; Pseudosilurus Bleeker, 1857; Silurodes Bleeker, 1857)
- Phalacronotus Bleeker, 1857
- Pinniwallago Gupta, Jayaram & Hajela, 1981
- Pterocryptis Peters, 1861 (= Apodoglanis Fowler, 1905; Herklotsella Herre, 1933; Hito Herre, 1924; Hitoichthys Herre, 1924; Penesilurus Herre, 1924)
- Silurichthys Bleeker, 1856
- Silurus Linnaeus, 1758 (= Glanis Agassiz, 1856; Parasilurus Bleeker, 1862)
- Wallago Bleeker, 1851 (= Silurodon Kner, 1866)
- Wallagonia Myers, 1938